# 1268 (число)
Вижте пояснителната страница за други значения на 1268.
1268 (хиляда двеста шестдесет и осем) е естествено, цяло число, следващо 1267 и предхождащо 1269.
Хиляда двеста шестдесет и осем с арабски цифри се записва „1268“, а с римски цифри – „MCCLXIII“. Числото 1268 е съставено от четири цифри от позиционните бройни системи – 1 (едно), 2 (две), 6 (шест) и 8 (осем).

## Общи сведения
- 1268 е четно число.
- 1268 е година от Новата ера.